# V-ATPase

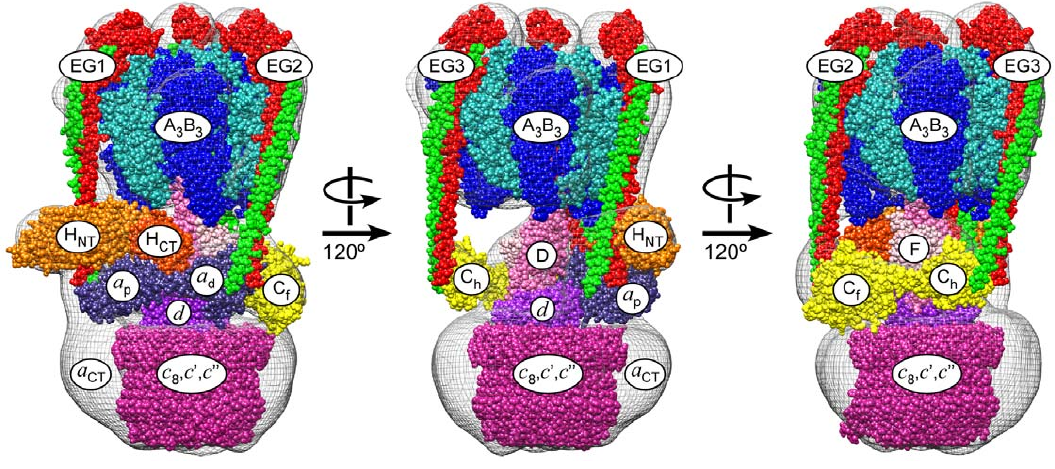
Esquema da V-ATPase de levedura

A V-ATPase ou ATPase vacuolar ou ATPase H+ de tipo vacuolar é uma enzima antigo e muito conservada evolutivamente que desempenha funções muito diversas nos organismos eucarióticos. A V-ATPase acidifica vários organelos celulares e bombeia protões através da membrana plasmática de numerosos tipos celulares. As V-ATPases acoplam a energia da hidrólise de ATP com transporte de protões através de membranas intracelulares e da membrana plasmática das células eucarióticas.

## Funções das V-ATPases
As V-ATPases encontram-se nas membranas de muitos organelos, como os endossomas, lisossomas, e vesículas secretoras, nos quais desempenham diversas funções essenciais para o funcionamento desses organelos. Por exemplo, o gradiente de protões através da membrana vacuolar de leveduras gerado por estas ATPases dirige a captação de cálcio ao interior dos vacúolos por meio de um sistema antiportador de H+/Ca2+ . Na transmissão sináptica dos neurónios, as V-ATPases acidificam as vesículas sinápticas.
As ATPases vacuolares também se encontram nas membranas plasmáticas duma ampla variedade de células como as células intercaladas dos rins, osteoclastos (células que reabsorvem o osso), macrófagos, neutrófilos, espermatozoides, células do intestino médio de insectos, e certas células tumorais. As V-ATPases da membrana plasmática estão implicadas em processos como a homeostase do pH, transporte acoplado, e metástase tumoral. As V-ATPases na membrana do acrossoma do espermatozoide acidificam o acrossoma. Esta acidificação activa as proteases necessárias para a perfuração da membrana do óvulo durante a fecundação. As V-ATPases da membrana plasmática dos osteoclastos bombeiam protões para a superfície do tecido ósseo, o qual é necessário para a reabsorção óssea. Nas células intercaladas dos rins, estas ATPases bombeiam protões para a urina, permitindo a reabsorção de bicarbonato para o sangue.